# サントドミンゴ
サントドミンゴ（スペイン語: Santo Domingo）は、ドミニカ共和国の首都。人口は約96万人（2010年）。カリブ海最大級の都市圏を形成している。アンティル諸島で最初にヨーロッパ人が入植した都市であり、1990年に世界文化遺産として登録された。

## 歴史

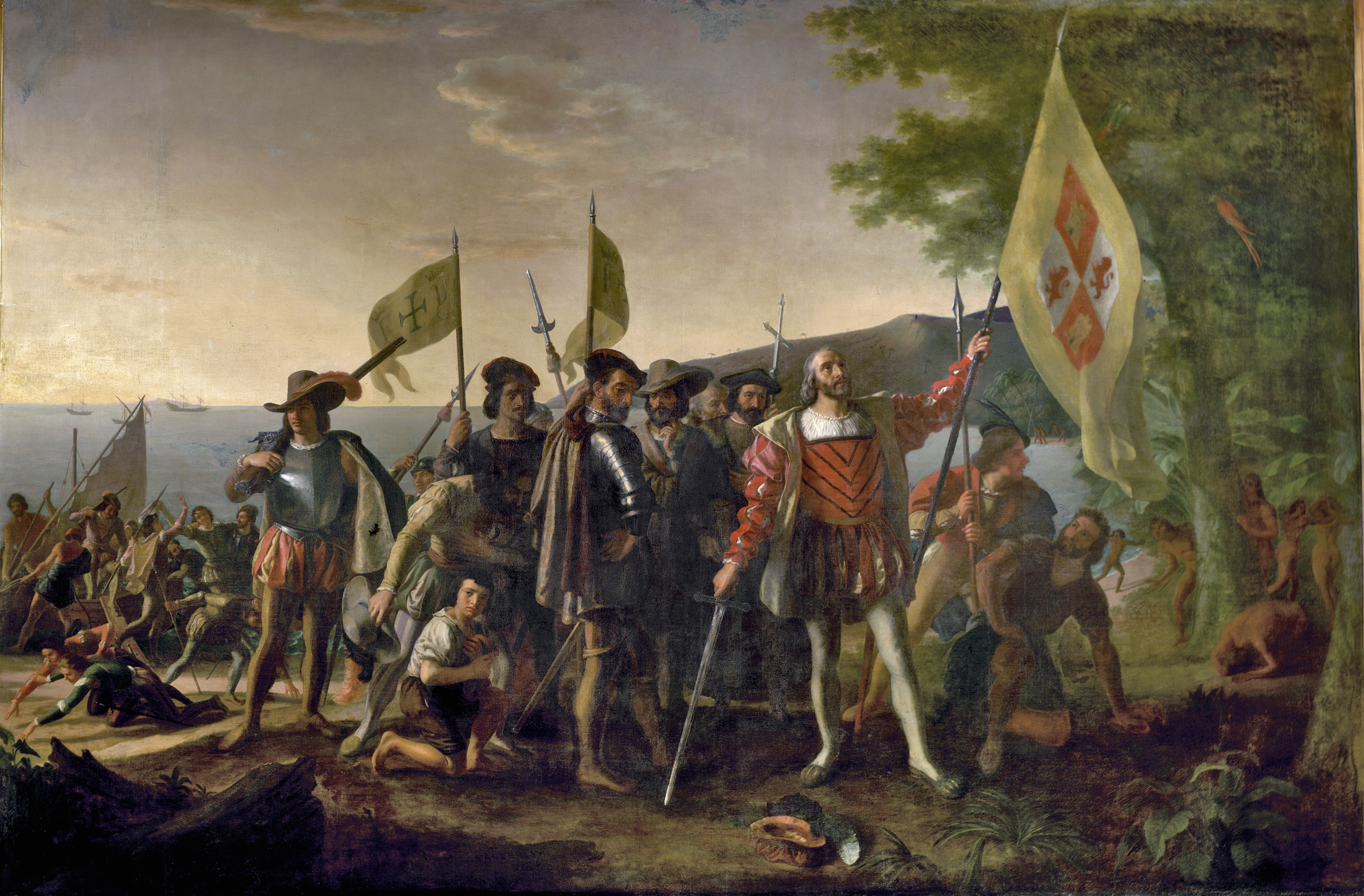
コロンブスの上陸

1492年にクリストファー・コロンブスが到着する前、タイノ族は彼らがキスケヤ（Quisqueya）またはアイティ（Ayiti）と呼んでいた島に住んでいた。コロンブスはこの島をイスパニョーラ島と名付けた。ドミニカ共和国だけでなく、現在のハイチ共和国もこの島の一部である。当時、島はマリエン（Marién）、マグア（Maguá）、マグアナ（Maguana）、ハラグア（Jaragua）、イグエイ（Higüey）の5種の族長の領土であった。5つの領土は、それぞれグアカナガリクス（Guacanagarix）、グアリオネクス（Guarionex）、カオナボ（Caonabo）、ボエチオ（Bohechío）、カジャコア（Cayacoa） のカシケ（首長）によって統治されていた。
1496年、スペイン人が島に定住し、1498年8月5日、公式にサントドミンゴは南北アメリカで最初の欧風都市となった。コロンブスの弟バーソロミュー・コロンブスは、居住区を創設し、スペイン女王イサベル1世にちなんで、居住区をラ・イザベラ（La Isabela）と名付けた。そこは後にドミニコに敬意を表してサントドミンゴと改名された。
1502年にサントドミンゴはハリケーンによって破壊されたため、新統治者ニコラス・デ・オバンドは、付近の別の土地に街を再建した。都市の元のレイアウトとその防護壁の大部分は、今日でも、コロニアル・ゾーン（Colonial Zone）の至る所で確認することができる。1990年に歴史的なコロニアル・ゾーンは、「サントドミンゴの植民都市」として、ユネスコの世界遺産に登録された。このエリアはオザマ川（Rio Ozama）に隣接し、中世後期の時代の建築様式を反映した宮殿風の住宅や荘厳な教会を含む、16世紀の印象的な建物が多く存在する。
コロンブス到着後の最初の100年、サントドミンゴは、新大陸の探検や征服の拠点となった。エルナン・コルテスのメキシコ征服や、バスコ・ヌーニェス・デ・バルボアの太平洋の調査などの遠征は、すべてサントドミンゴが拠点となった。1586年フランシス・ドレークが、街を占領して身代金を要求した。イスパニョーラ島でのドレークの侵略や海賊行為は、50年以上に渡って、スペインによる島の支配を弱体化させ、街が放棄され、海賊行為が横行するまでになった。1655年、イングランド王国のオリバー・クロムウェルによって派遣された軍がサントドミンゴを襲撃したが、敗れて撤収し、街の代わりにジャマイカ島を占領した。
1795年から1822年まで、植民エリアの変化に伴い、街の所有者も何度か変わった。1795年にフランスに譲渡され、本国から代議士12名が任命されるなどしたが、8月に黒人層がムラートを数千人規模で虐殺し、殺害を怖れたムラートたちが国外へ脱出して、ル・アーヴルの港を経てフランス本国へ避難する事態も発生した。1801年にハイチ革命で（解放）奴隷により占領され、1802年にフランスが再占領し、1809年にはスペインが再占領した。1821年にサントドミンゴは、ハイチ人により征服され、その2ヶ月後に独立国家であるスペイン・ハイチ共和国の首都となった。これらの結果、街や植民エリアのスペイン人の人口は激減した。

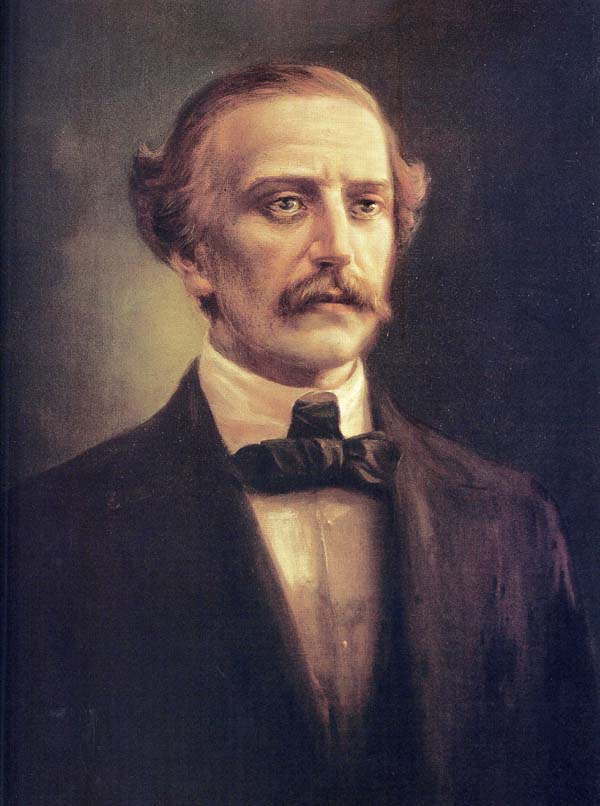
フアン・パブロ・ドゥアルテ

サントドミンゴは、1844年2月27日に、フアン・パブロ・ドゥアルテに率いられ、ハイチの支配から独立を勝ち取り、再び自由国家の首都となった。
その後、街は様々な政治的な派閥による抗争の標的となり、不安定な数十年間を迎える。加えて、ハイチとも数度に渡って争いを繰り返さなければならなかった。3月19日の戦い（Battle of March 19）、3月30日の戦い（Battle of March 30）、ラス・カレラスの戦い（Battle of Las Carreras）、ベレルの戦い（Battle of Beler）などが最も有名な戦闘で、これらの戦いにちなんだ街路が存在し、国歌にも登場する。
1861年スペインが再び現れ、ドミニカの指導者であったペドロ・サンタナと取引をして、新しい国家のスペインの支配下への併合との交換条件に、多くの称号や特権を認めさせた。しかし1863年にドミニカ回復戦争が始まり、1865年にスペインが撤退した後、ドミニカは再び自由国となった。
次の60年間、サントドミンゴとドミニカ共和国は幾多の革命、支配権力の変化、1916年から1924年までのアメリカ合衆国による占領を経験した。1930年、街はハリケーン「サンセノン（San Zenón）」によって破壊され、多くの損害が出た。再建後、同年ラファエル・トルヒーヨが大統領となり、シウダートルヒーヨ（トルヒーヨ市、スペイン語: Ciudad Trujillo）に改称されたが、1961年に暗殺され独裁政権が崩壊すると、元に戻された。1965年のドミニカ内戦でアメリカ合衆国が軍事侵攻した際、サントドミンゴでは市街戦が行われた。
1992年に、コロンブスの新大陸発見から500年を迎えた。コロンブスの灯台が、サントドミンゴに約4億ペソの費用で立てられ、論争の対象となっている。

## 気候

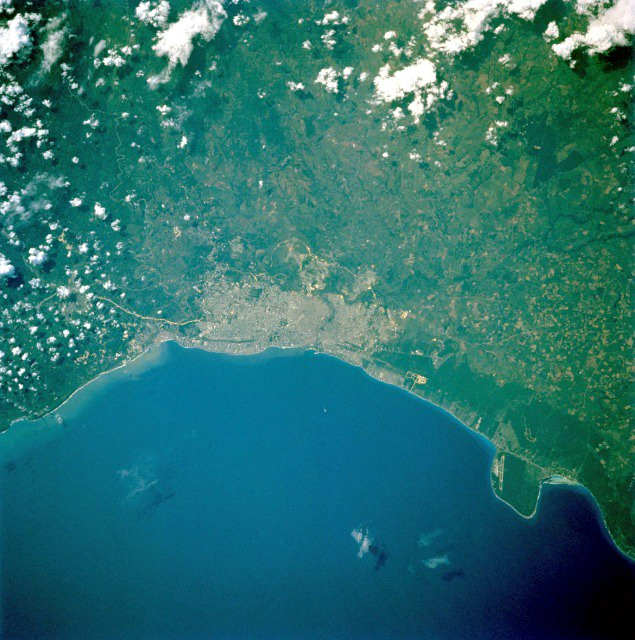
サントドミンゴの衛星写真

| サント・ドミンゴ (1961-1990)の気候                                      | サント・ドミンゴ (1961-1990)の気候 | サント・ドミンゴ (1961-1990)の気候 | サント・ドミンゴ (1961-1990)の気候 | サント・ドミンゴ (1961-1990)の気候 | サント・ドミンゴ (1961-1990)の気候 | サント・ドミンゴ (1961-1990)の気候 | サント・ドミンゴ (1961-1990)の気候 | サント・ドミンゴ (1961-1990)の気候 | サント・ドミンゴ (1961-1990)の気候 | サント・ドミンゴ (1961-1990)の気候 | サント・ドミンゴ (1961-1990)の気候 | サント・ドミンゴ (1961-1990)の気候 | サント・ドミンゴ (1961-1990)の気候 |
| 月                                                                      | 1月                                | 2月                                | 3月                                | 4月                                | 5月                                | 6月                                | 7月                                | 8月                                | 9月                                | 10月                               | 11月                               | 12月                               | 年                                 |
| ----------------------------------------------------------------------- | ---------------------------------- | ---------------------------------- | ---------------------------------- | ---------------------------------- | ---------------------------------- | ---------------------------------- | ---------------------------------- | ---------------------------------- | ---------------------------------- | ---------------------------------- | ---------------------------------- | ---------------------------------- | ---------------------------------- |
| 最高気温記録 °C （°F）                                                  | 32.5 (90.5)                        | 32.4 (90.3)                        | 33.0 (91.4)                        | 34.5 (94.1)                        | 39.5 (103.1)                       | 35.7 (96.3)                        | 36.0 (96.8)                        | 35.0 (95)                          | 35.0 (95)                          | 35.3 (95.5)                        | 33.8 (92.8)                        | 33.0 (91.4)                        | 39.5 (103.1)                       |
| 平均最高気温 °C （°F）                                                  | 29.2 (84.6)                        | 29.2 (84.6)                        | 29.6 (85.3)                        | 30.2 (86.4)                        | 30.4 (86.7)                        | 30.8 (87.4)                        | 31.3 (88.3)                        | 31.5 (88.7)                        | 31.4 (88.5)                        | 31.1 (88)                          | 30.6 (87.1)                        | 29.6 (85.3)                        | 30.41 (86.74)                      |
| 日平均気温 °C （°F）                                                    | 24.4 (75.9)                        | 24.5 (76.1)                        | 24.9 (76.8)                        | 25.7 (78.3)                        | 26.3 (79.3)                        | 26.9 (80.4)                        | 27.1 (80.8)                        | 27.1 (80.8)                        | 27.1 (80.8)                        | 26.7 (80.1)                        | 26.0 (78.8)                        | 25.0 (77)                          | 25.98 (78.76)                      |
| 平均最低気温 °C （°F）                                                  | 19.6 (67.3)                        | 19.7 (67.5)                        | 20.2 (68.4)                        | 21.1 (70)                          | 22.2 (72)                          | 22.9 (73.2)                        | 22.8 (73)                          | 22.7 (72.9)                        | 22.7 (72.9)                        | 22.3 (72.1)                        | 21.4 (70.5)                        | 20.3 (68.5)                        | 21.49 (70.69)                      |
| 最低気温記録 °C （°F）                                                  | 8.0 (46.4)                         | 11.0 (51.8)                        | 8.0 (46.4)                         | 16.8 (62.2)                        | 16.0 (60.8)                        | 18.6 (65.5)                        | 18.5 (65.3)                        | 18.6 (65.5)                        | 19.4 (66.9)                        | 18.0 (64.4)                        | 16.7 (62.1)                        | 15.3 (59.5)                        | 8.0 (46.4)                         |
| 雨量 mm （inch）                                                        | 63.0 (2.48)                        | 56.8 (2.236)                       | 53.8 (2.118)                       | 71.9 (2.831)                       | 187.7 (7.39)                       | 140.1 (5.516)                      | 144.6 (5.693)                      | 177.4 (6.984)                      | 180.9 (7.122)                      | 186.8 (7.354)                      | 99.8 (3.929)                       | 84.3 (3.319)                       | 1,447.1 (56.972)                   |
| 平均降雨日数 （≥1.0 mm）                                                | 7.6                                | 6.3                                | 6.3                                | 7.0                                | 11.3                               | 10.3                               | 11.4                               | 12.0                               | 11.8                               | 13.0                               | 9.4                                | 9.0                                | 115.4                              |
| % 湿度                                                                  | 82.5                               | 80.8                               | 79.3                               | 78.8                               | 82.5                               | 83.7                               | 83.8                               | 84.6                               | 85.1                               | 85.7                               | 84.2                               | 83.3                               | 82.9                               |
| 平均月間日照時間                                                        | 229.4                              | 231.7                              | 257.3                              | 252.0                              | 244.9                              | 234.0                              | 229.4                              | 238.7                              | 222.0                              | 207.7                              | 219.0                              | 204.6                              | 2,770.7                            |
| 出典1：World Meteorological Organization., NOAA (extremes and humidity) |                                    |                                    |                                    |                                    |                                    |                                    |                                    |                                    |                                    |                                    |                                    |                                    |                                    |
| 出典2：Hong Kong Observatory (sun only 1961-1990).                      |                                    |                                    |                                    |                                    |                                    |                                    |                                    |                                    |                                    |                                    |                                    |                                    |                                    |

## 交通

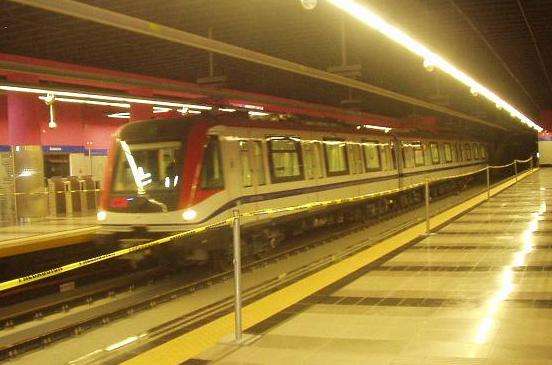
サントドミンゴ地下鉄

- サントドミンゴ地下鉄がスペインの協力により建設された。2009年に1号線、2013年に2号線が営業を開始した。
- ラス・アメリカス国際空港

## 主な出身者

### 野球選手
- アルバート・プホルス（セントルイス・カージナルス）

## 姉妹都市
- ブエノスアイレス、アルゼンチン
- 台北、中華民国
- ニューヨーク、アメリカ合衆国
- マイアミ、アメリカ合衆国
- マドリード、スペイン